# Folkrepubliken Lugansk
Folkrepubliken Lugansk (FRL) (ryska: Луганская Народная Республика, Luganskaja Narodnaja Respublika, ukrainska: Луганська Народна Республіка, Luhanska Narodna Respublika) var en självutropad stat med begränsat internationellt erkännande. Den utropades under det oroliga året 2014 i Ukraina, och i likhet med angränsande Folkrepubliken Donetsk var den de facto ekonomiskt och militärt associerad med och beroende av Ryssland.
Ryssland erkände i februari 2022, som första nation i FN, republiken som självständig. Även Syrien och Nordkorea har (per augusti 2022) erkänt landet.
Folkrepubliken annekterades av Ryssland i oktober 2022, men ingår fortsatt i den ukrainska nationalstaten, och FN:s generalförsamling har uppmanat sina medlemsstater att inte erkänna Lugansk som en egen nation. I samma uttalande uppmanade generalförsamlingen även Ryssland att avbryta sitt "försök till illegal annektering".

## Geografi och historia
Folkrepubliken Lugansk gränsar till Ryska federationen, (den likaledes självutropade) Folkrepubliken Donetsk och själva (övriga) Ukraina. Efter att Euromajdan i februari 2014 lett till att Ukrainas president Viktor Janukovytj avsatts från sin post och ställts inför riksrätt, tilltog de proryska protesterna i Ukraina. Detta ledde den 27 april i sin tur till utropandet av Folkrepubliken Lugansk. 
Republikens myndigheter arrangerade den 11 maj – tillsammans med motsvarande myndigheter i grannrepubliken Donetsk – en folkomröstning för att söka legitimt stöd för sin proklamation. Därefter förklarade man republiken självständig den 12 maj 2014. Tolv dagar senare, den 24 maj, slöt man ett unionsavtal med Folkrepubliken Donetsk för att därmed bilda Federala staten Nya Ryssland; denna federation har senare upphört att verka, även om kontakterna mellan de båda utbrytarrepublikerna – liksom med Ryssland – fortsatt på en mängd plan.
Folkrepubliken Lugansk erkändes som land endast av Sydossetiska republiken,[källa behövs] som själv endast erkänns av ett fåtal stater, fram till 2022 och Rysslands invasion av Ukraina. Ukraina klassificerar folkrepubliken i sin helhet som en terroristorganisation.
Området norr om staden Luhansk har även fortsatt att kontrolleras av Ukraina och lokala självförsvarsstyrkor.
En rapport från FN-organet OHCHR beskrev den 3 mars 2016 situationen i separatistkontrollerade områden som en total avsaknad av rättssäkerhet och rapporter om godtyckliga gripanden, tortyr och fängslanden utan kontakt med omvärlden fortsätter att komma.
President Igor Plotnitskij tvingades 24 november 2017 att avgå med hänvisning till en gammal krigsskada. Den 25 november förkunnades att säkerhetspolischefen Leonid Pasetjnik tillträder som tillförordnad president i Luhansk.
Den 21 februari 2022 erkände Ryssland, som första nation och via sin president Vladimir Putin, Folkrepubliken Lugansk och samtidigt även dess granne Folkrepubliken Donetsk som självständiga stater. Några timmar senare skickade Ryssland även in militära enheter i områdena, och kallade dem för fredsstyrkor. Rysslands invasion av Ukraina 2022 inleddes tre dagar senare, bland annat via utbrytarregionerna.
Den 4 juli 2022 utropade den ryska presidenten seger i Luhansk efter månader av intensiva strider i regionen.
Ryssland deklarerade i oktober 2022 att Luhansk oblast, liksom tre andra ukrainska regioner, oåterkalleligen tillhör Ryssland. Vid tidpunkten hade ukrainska trupper återtagit en del av regionerna, av vilka de flesta inte varit mer än delvis ockuperade av Ryssland. Innan detta hade så kallade folkomröstningar ordnats i folkrepublikerna och de övriga ockuperade områdena.